# WIXOSS
WIXOSS ("Wish Across") é uma franquia produzida pela J.C.Staff em colaboração com a Takara Tomy e Warner Entertainment Japan. A primeira temporada do anime intitulada Selector Infected WIXOSS foi ao ar entre Abril e Junho de 2014, já a segunda temporada , Selector Spread WIXOSS, foi ao ar em 4 de Outubro de 2014. Dois mangás spin-offs foram produzidos, e um trading card game da Takara Tomy, com o titulo de '''WIXOSS''', lançado no Japão em Abril de 2014.
Em 2016 a franquia ganhou um filme intitulado Selector Destructed WIXOSS e um novo anime com novas personagens, dando sequencia aos acontecimentos dos dois primeiros animes e o filme, intitulado de Lostorage incited WIXOSS.
Ao final do ultimo episódio de Lostorage incited WIXOSS foi confirmado a sua continuação chamada Lostorage conflated WIXOSS.

## Enredo
WIXOSS (Abreviação para "Wish Across") é um popular trading card game onde os jogadores batalham um contra o outro usando lutadoras conhecidas como LRIGs (ルリグ, Rurigu) ("GIRL" ao contrario), usando cartas para apoia-las. Ruko Kominato, recebe um deck WIXOSS de seu irmão, e conhece sua LRIG, que ela colocou o nome de Tama, pode falar. Ela logo descobre que ela foi escolhida como uma "Selector", as meninas que forem escolhidas devem lutar contra outros seletores. Se elas forem vitoriosas na batalha serão capazes de ter qualquer desejo concedido, mas se elas perderem três vezes para outras Selectors, não só não terá o seu desejo concedido, mas este será revertida. Como ela e várias outras Seletores batalham por causa de seu desejo, Ruko encontra-se atraída para o mundo sinistro escuro da WIXOSS, descobrindo que ganhar ou perder, há sempre um custo.

## Personagens

### Selectors
Ruko Kominato (小湊 るう子, Kominato Rūko)
Dublada por: Ai Kakuma
Personagem Principal, possui uma LRIG, Tama. Ela não tem certeza de que tipo de desejo que ela quer e geralmente é a espectadora da natureza sombria de WIXOSS. Apesar de cada vez mais consciente da natureza terrível das batalhas Selector, ela muitas vezes encontra-se desfrutando de batalhas. Ruko mais tarde descobre o seu próprio desejo, que é a de libertar a LRIGs de seus cartões e devolvê-las às suas próprias vidas. No final da primeira temporada, Ruko perde Tama, e seu novo card LRIG torna-se Yuki. Em Spread, acrescenta a condição de transformar todas as LRIGS em seres humanos de modo que mesmo aquelas que eram originalmente LRIGS também pode se tornar humano, o que ela faz no episódio final. Ela começa a procurar Tama algum tempo depois.
Yuzuki Kurebayashi (紅林 遊月, Kurebayashi Yuzuki)
Dublada por:Ayane Sakura
Uma das amigas de Ruko na escola, que possui o card LRIG, Hanayo. Ela tem sentimentos por seu irmão gêmeo, Kazuki, e deseja usar seu desejo de tornar essa relação possível. Ela é simples e péssima em conter suas emoções. Ela aceita as condições do seu desejo e entra em um ritual com Hanayo. No entanto, Hanayo toma conta do corpo de Yuzuki para receber os benefícios de seu desejo, enquanto Yuzuki se torna segunda LRIG de Hitoe. Ela é liberada após Ruko tem seu desejo atendido no último episódio do Spread.
Hitoe Uemura (植村 一衣, Uemura Hitoe)
Dublada por:Ai Kayano
A menina tímida, que possui o card LRIG, Midoriko. Seu desejo é ter amigos, que ela parece cumprir-se após Ruko e Yuzuki fazerem amizade com ela. No entanto, após perder três batalhas, ela torna-se incapaz de fazer amigos, perder suas lembranças e tornando-se aflita por quaisquer pensamentos ou tentativas de amizade. Mais tarde, ela recebe outro card LRIG contendo Yuzuki e torna-se uma Selector de novo, ao tornar-se um pouco mais fria depois de sua próxima luta com Ruko. Em sua luta final com Ruko, Hitoe revela ter chegado a sua memória de volta a um tempo atrás, revelando seu ato frio como uma fachada, e queria se tornar uma eterna menina para ajudar a livrar Yuzuki de seu card. Elas viram amigas novamente depois disso.
Akira Aoi (蒼井 晶, Aoi Akira)
Dublada por:Chinatsu Akasaki
Uma modelo que, apesar de ter uma personalidade bonita em público, é, na verdade incrivelmente sádica. Ela tem um forte ódio contra Iona, e o seu desejo é para arruinar a vida de Iona. Ela possui o card LRIG, Piriluk. Ela acaba por perder três batalhas e recebe uma grande cicatriz no rosto, arruinando sua carreira de modelo. Em  Spread, ela recebe outra LRIG, Milulun, e se apaixona por Ulith, fazendo qualquer coisa que ela ordena que ela faça. No final da série de Spread, ela é mostrada trabalhando ao lado de Iona, e tem um livro sobre sua resolução sobre Decks azul de WIXOSS.
Iona Urazoe (浦添 伊緒奈, Urazoe Iona) / Yuki (ユキ)
Dublada por:Asami Seto
Uma modelo da mesma agência de Akira, que pode sentir o desejo de uma Selector. Ela tem uma sede afiada para as batalhas e tem interesse em Ruko, sentindo que ela é exatamente como ela. Ela possui o card LRIG, Ulith. Depois de se tornar uma garota eterna, ela se torna LRIG de Ruko, enquanto Ulith assume seu corpo como parte de seu desejo é se tornar o LRIG de um Selector, que é mais forte do que ela. Em Spread, mais tarde é revelado que Mayu é sua mãe, que a criou, bem como sendo o 'Girl of Dark ", e seu verdadeiro nome é Kuro. Iona também começa a se relacionar com Ruko, e mais tarde se torna sua amiga, e como Tama deseja ajudar Mayu a tornar-se sua amiga também. Ela, como Tama foi originalmente uma LRIG que foi criada pela Mayu. Após a original Iona Urazoe conseguir voltar ao seu corpo original, Ruko dá Iona o novo nome para distingui-los, o novo nome é Yuki. o desejo original de Iona era para não ser mais Iona. Depois Ruko faz seu desejo no último episódio da spread, embora Yuki não é mostrada, ela é também se torna humana, como o desejo de Ruko era transformar até mesmo aqueles que foram originalmente LRIGs em seres humanos.
Chiyori (ちより, Chiyori)
Dublada por: Mako Morino
Uma menina da escola energética que possui o card LRIG, Eldora. Ela é apaixonada por WIXOSS acreditando que é o seu destino ser a heroína do jogo, assim como na novel que ela gosta de ler, não tomando as consequências do jogo a sério. Como tal, seu desejo é se tornar uma LRIG para grande aborrecimento de Eldora. Ela é eliminada quando ela sofre sua terceira derrota em uma batalha contra Hitoe que Eldora perdeu de propósito para poupá-la da dor de batalhas por ter o inverso do seu desejo se tornar realidade. No final da série de Spread, ela é vista com uma nota como Ruko passa ela.
Fumio Futase (ふたせ 文雄, Futase Fumio)
A romancista que é a autora da novela WIXOSS que Chiyori gosta de ler. Mais tarde é revelado que Futase anteriormente era a real LRIG de Fumio, que assumiu seu corpo após Fumio tornar-se uma eterna menina, suas experiências servem como inspiração para o seu livro. No último episódio da Spread, tanto Futase e Fumio volta a seus próprios corpos.

### LRIGs
Tama (タマ)
Dublada por:Misaki Kuno
LRIG de Ruko, sua cor é branca. Ela tem uma aparência moe e personalidade animada. Na batalha, no entanto, ela exibe uma sede de sangue assustador. Depois de não conseguir formar um contrato com Ruko, ela acaba se tornando LRIG de Ulith. Ela a princípio esquece de Mayu, mas lembra-se totalmente no final de Spread. Ela é a 'Girl of Light ", uma LRIG criada por Mayu, e seu verdadeiro nome é Shiro. Mais tarde, ela rejeita a tomar o corpo de Iona, e retorna para Mayu, como resultado, é trancada por Mayu. Mais tarde, ela se liberta e se funde com Yuki. No final da série, depois o desejo de Ruko, Tama é mostrado ter se tornado um ser humano, sentada em um telhado.
Hanayo (花代)
Dublada por:Ayako Kawasumi
LRIG de Yuzuki, de cor vermelha, comportada e com vontade. Após Yuzuki cumprir suas condições de batalha, Hanayo toma conta do corpo de Yuzuki, a fim de receber o seu desejo. Inicialmente se aproxima Kazuki apenas para satisfazer o desejo de Yuzuki, Hanayo começou a desenvolver sentimentos genuínos por Kazuki por eles gastaram seu tempo juntos. Isso faz com que ela comece a se sentir que não é capaz de cumprir o desejo de Yuzuki por medo de que ela se torne uma Selector feliz com Kazuki e trair Yuzuki. Ela é liberada após o desejo de Ruko no final da série de Spread, visto como um ser humano com o cabelo curto observando Kazuki e Yuzuki brevemente perto de um playground.
Midoriko (緑子)
Dublada por:Minami Takahashi
LRIG da Hitoe, de cor verde, apaixonada e leal. Ela é enviada para outro Selector após Hitoe perder sua terceira batalha. No final de Spread, ela é vista como humana, encontrando Hitoe num ônibus.
Piriluk (ピルルク, Piruruku)
Dublada por:Saori Ōnishi
LRIG de Akira, de cor azul. Sua personalidade é fria e indiferente, que, como Akira comenta, é uma reminiscência de Iona. Seguindo o desejo do Ruko, ela é vista como um ser humano, no final do Spread lendo uma revista. Sua história de fundo é revelado na adaptação do mangá,  Selector Infected WIXOSS - Pepping Analyze . Seu nome verdadeiro é Kiyoi Mizushima. Ela estava fria e anti-social, recusando-se a conviver com qualquer pessoa, devido à sua experiência de ser traída por sua suposta amiga durante o ensino fundamental. Ela considerou abrindo seu coração quando sua colega de classe, Ayumi Sakaguchi, tentou fazer amizade com ela, convidando-a a jogar WIXOSS. Kiyoi concordou, mas rapidamente se distanciou novamente quando seus colegas a chamavam de "Grosseira", devido à sua atitude anteriormente indiferente. Kiyoi virou LRIG para evitar que Sakaguchi morresse após  ser atropelada por um caminhão e entrando em coma depois de perceber que Sakaguchi realmente quer se tornar amiga dela.
Ulith (ウリス, Urisu)
Dublada por:Rie Kugimiya
LRIG de Iona, de cor preta. Ela tem uma personalidade sádica semelhante a Akira e gosta de zombar adversários mais fracos. Depois de Iona se torna uma garota eterna, ela toma conta do corpo de Iona, tornando-se posteriormente a nova Selector de Tama. Ela finalmente se torna uma outra garota eterna, com o corpo de Iona retornando ao seu dono original. Ela se torna LRIG de Mayu desde que seu novo desejo de se tornar-se uma LRIG de uma selector que pode trazer maior desespero para outros fosse realizado. Ulith é destruída depois de algum tempo.
Eldora (エルドラ, Erudora)
Dublada por:Satomi Arai
LRIG de Chiyori, de cor azul, se preocupa mais com seu bem estar de Chiyori do que com ela própria. Ela some após Chiyori perder a terceira batalha.
Milulun (ミルルン, Mirurun)
Dublada por:Rina Hidaka
Segunda LRIG de Akira. sua cor é azul.
Anne (アン)
Dublada por:Juri Nagatsuma
LRIG de Futase, sua cor é verde.

### Outros personagens
Kazuki Kurebayashi (紅林 香月)
Dublado por:Yūsuke Kobayashi
Irmão gêmeo de Yuzuki, que é um dos poucos não-Seletores que sabem sobre os segredos da WIXOSS. Ele tinha sido esquecido dos sentimentos de Yuzuki para ele, até que ela tinha cumprido o seu desejo. Ele retribuiu esses sentimentos, sem saber que o corpo de Yuzuki havia se tornado habitada por Hanayo até perto do final do Spread.
Ayumu Kominato (小湊 歩, Kominato Ayumu)
{Dublado por:Haruki Ishiya
Irmão mais velho de Ruko que deu seu deck WIXOSS.
Hatsu Kominato (小湊 ハツ, Kominato Hatsu)
Dublada por:Tamie Kubota
A avó de Ruko.
Mayu (繭, Mayu)
Dublada por:Risa Taneda
Uma mulher branca misteriosa que supervisiona as batalhas Selector, LRIGs, garotas eternas. Ela cresceu em uma sala isolada e criou as batalhas Selector como conseqüência de sua solidão. Isso muda após Ruko falar com ela no episódio final do Spread. Depois de ser abraçada por Ruko, Mayu é liberada para o mundo exterior.

## Aberturas
Selector Infected WIXOSS - "killy killy JOKER" de Kanon Wakeshima
Selector Spread WIXOSS - "world’s end, girl’s rondo" de Kanon Wakeshima
Lostorage Incited WIXOSS - "Lostorage" de Yuka Iguchi

## Encerramentos
Selector Infected WIXOSS - "realize -Yume no Matsu Basho-" de Cyua
Selector Spread WIXOSS - "Undo -Asu e no Kioku-" de Cyua
Lostorage Incited WIXOSS - "undeletable" de Cyua